# Antimetabólito
Um antimetabólito é um tipo de fármaco (substância química conhecida e de estrutura química definida dotada de propriedade farmacológica, benéfica ao organismo) com estrutura bioquímica similar a um metabólito necessário para reações normais, assim o inibindo por competição. Sua similaridade é suficiente para ser reconhecida pelo corpo, mas insuficiente para manter as funções normais, portanto altera o metabolismo da célula, incluindo a divisão celular. É uma via terapêutica comum em casos de câncer ou doenças autoimunes (como a artrite reumatoide); assim, os antimetabólitos podem atuar como fármacos antineoplásicos ou imunossupressores.

Fármacos citostáticos derivados de 5-azacitosina.

## Classificação
Os antimetabólitos são classificados como Fármacos Modificadores do Curso da Doença (FMCD ou DMARD, do inglês: Disease-Modifying Antirheumatic Drugs).
Podem ser de três tipos:
- Análogos do ácido fólico (Inibe a formação do tetrahidrofolato, essencial para a síntese de purina e pirimidina, pela inibição da dihidrofolato redutase):
  - Ex.: Metotrexato, Trimetoprim e Pirimetamina.
- Análogo da purina:
  - Ex.:Azatioprina, Tioguanina, Fludarabina, Pentostatina e Cladribina.
- Análogos da pirimidina:
  - Ex.: 5-Fluorouracil, Gencitabina, Floxuridina e Citarabina.